# Ernst Roeting

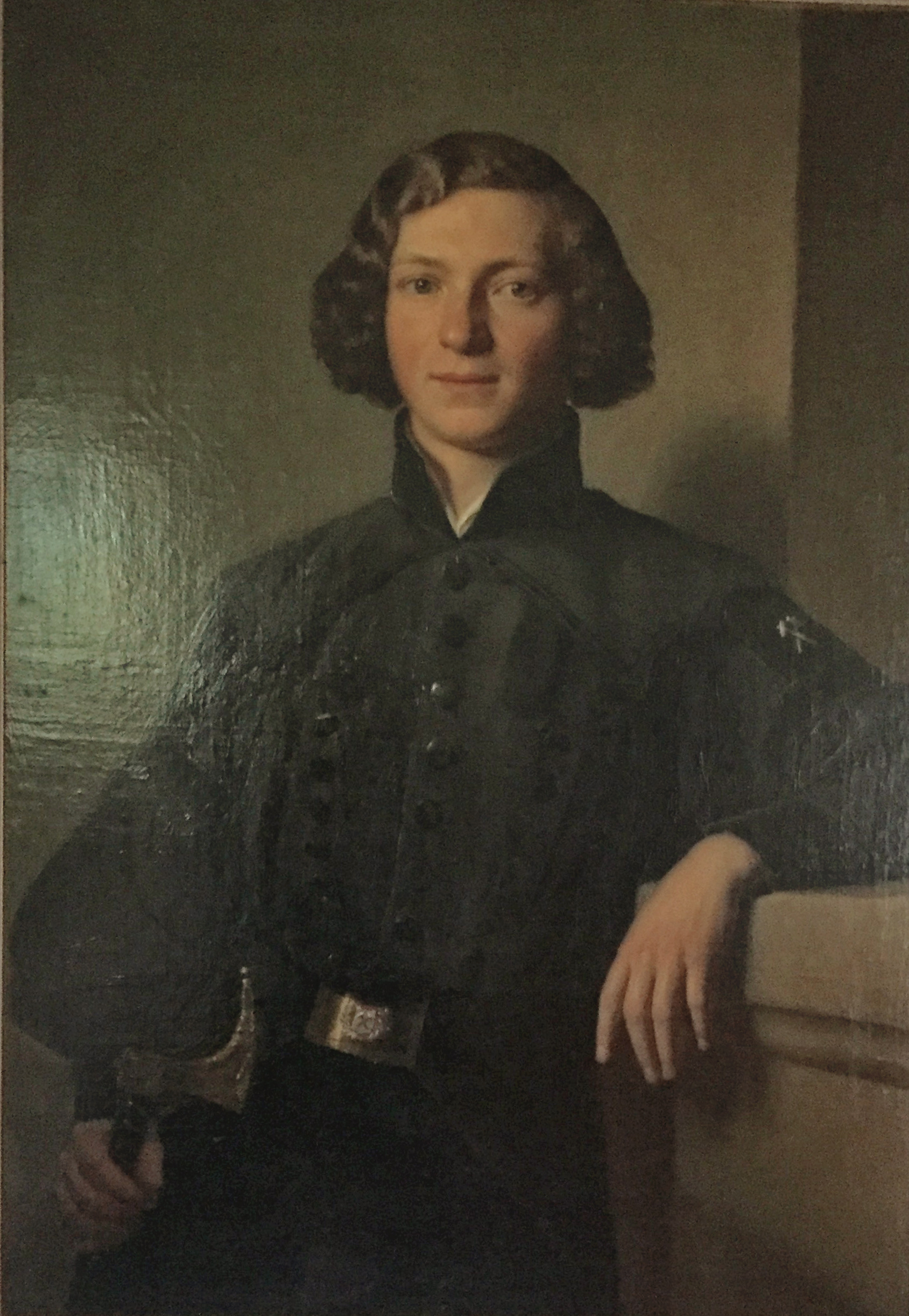
Julius Roeting: Porträt des Ernst Roeting

Ernst Roeting (* 7. März 1857 in Düsseldorf; † 1. Dezember 1917 ebenda) war ein deutscher Architekt, der sich auch als Bildhauer betätigte.

## Leben
Ernst Roeting wurde als Sohn des Kunstmalers Julius Roeting geboren.  Im November 1884 trat er in den Düsseldorfer Ruderverein 1880 ein. Zu den Pfingstfeiertagen von 1886 hatte Roeting die Architekturleitung für einen Riesenbau mit Arena und Tribüne, ferner einen Wagenpark, Pavillons, Brücken und Wassergräben, für das „Große Kunst- und Preis-Wettrennen“ des Circus Corty & Althoff auf dem Exerzierplatz an der Königsallee. Anfang der 1890er Jahre wurden seine architektonischen Zeichnungen in der Galerie Schulte in der Alleestraße ausgestellt. Seit 1890 war Roeting leitender Baumeister der Aders’schen Wohnungsstiftung. Im Januar 1892 gab Ernst Roeting das Verlöbnis mit Else Müller bekannt, die Hochzeit fand einen Monat später statt. 1893 wurde im Aaper Wald ein Denkmal für die 39er Füsiliere nach seinen Entwürfen errichtet. Auf einem 3,5 Meter hohen Sockel aus rotem Sandstein erhob sich eine 2,5 Meter hohe Bronzefigur eines Soldaten des 39. Regiments, der in der rechten Hand eine Fahne hochhält und mit der linken sich auf ein Gewehr stützt. Ernst Roeting selber hatte dem Niederrheinisches Füsilier-Regiment Nr. 39 angehört.
Ende 1896 verlegte er sein Büro von der Oststraße in das Haus Freiligrathstraße 28 in Düsseldorf-Pempelfort, wo er bis zuletzt gemeldet war.

## Werk

### Bauten
- 1890: Wohnhaus Gartenstraße 29 in Düsseldorf-Pempelfort (seit 2005 unter Denkmalschutz)
- 1893: Wohnhäuser Blücherstraße 42/44 in Düsseldorf für die Aders’sche Wohnungsstiftung (unter Denkmalschutz)[11]
- 1896: Wohnhaus Freiligrathstraße 28 in Düsseldorf[12] (nicht unter Denkmalschutz)
- 1895–1896: Wohnhaus Freiligrathstraße 30 in Düsseldorf (Neobarock; unter Denkmalschutz)[13]
- 1897–1898: Wohnhaus Elisabethstraße 12 in Düsseldorf (unter Denkmalschutz)[14][15]
- 1898–1899: Wohnhaus Freiligrathstraße 26 in Düsseldorf (mit aufwändiger Fassadengestaltung; unter Denkmalschutz)[16]
- 1899: Wohnhaus Freiligrathstraße 24 in Düsseldorf[17] (abgegangen)
- 1899: Wohnhäuser Luisenstraße 91, 93, 95, 97 und 99 in Düsseldorf für die Aders’sche Wohnungsstiftung (mit Jugendstil-Dekorformen an den Erkern; unter Denkmalschutz)[18] (In dem vorausgegangenen Architektenwettbewerb hatten zwei Entwürfe Roetings den 2. und den 3. Preis erhalten.)[19]
- vor 1904: Wohnhaus Inselstraße 3 in Düsseldorf (gemeinsam mit Hermann Goerke)[20]
- vor 1904: Wohnhaus Inselstraße 9 in Düsseldorf[21]
- vor 1904: Bürogebäude Haroldstraße 10 und Wohnhaus Haroldstraße 10a in Düsseldorf für Firma Zapp bzw. Ingenieur Adolf Zapp (abgegangen)[22][23]
- 1907: Wohnhaus Lindemannstraße 18 in Düsseldorf-Düsseltal (mit Jugendstil-Kapitellen; unter Denkmalschutz)[24]
- 1908–1910: Frauenklinik in Düsseldorf-Flingern, Flurstraße 14 (mit Kinderskulpturen und Reliefs; unter Denkmalschutz)[25][26]

### Grab- und Ehrenmäler
- 1893: Kriegerdenkmal des Niederrheinischen Füsilier-Regiments Nr. 39 im Aaper Wald an ehemaligen Schießständen des Regiments
- 1899: Grabmal für die Düsseldorfer Kaufmannsfamilie Zapp auf dem Nordfriedhof in Düsseldorf[27][28]
- vor 1904: Grabmal für die Familie Arnold Schlüter[29]
- vor 1904: Grabmal für die Familie Vohwinkel[30]

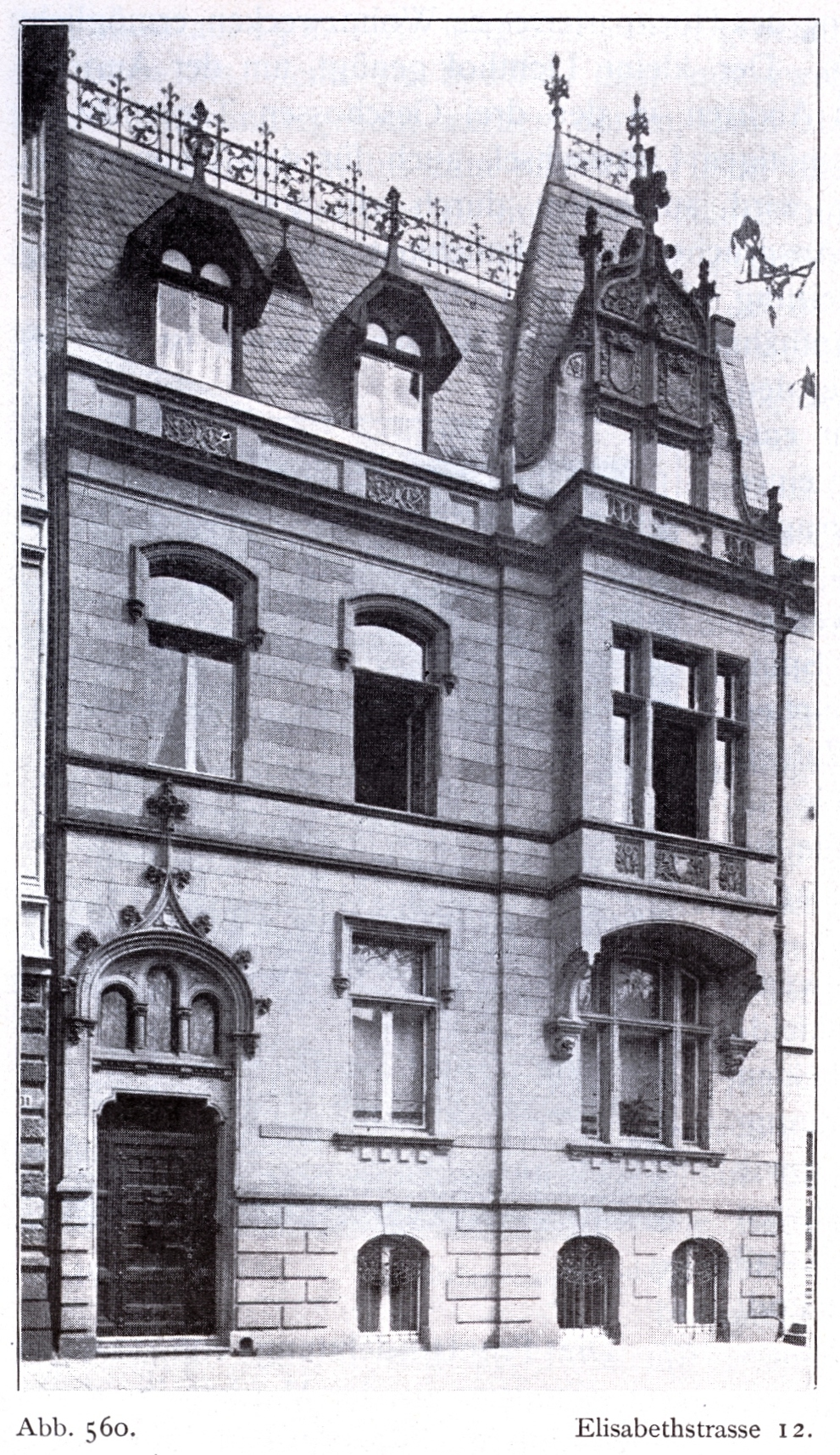
Elisabethstraße 12 (vor 1904)
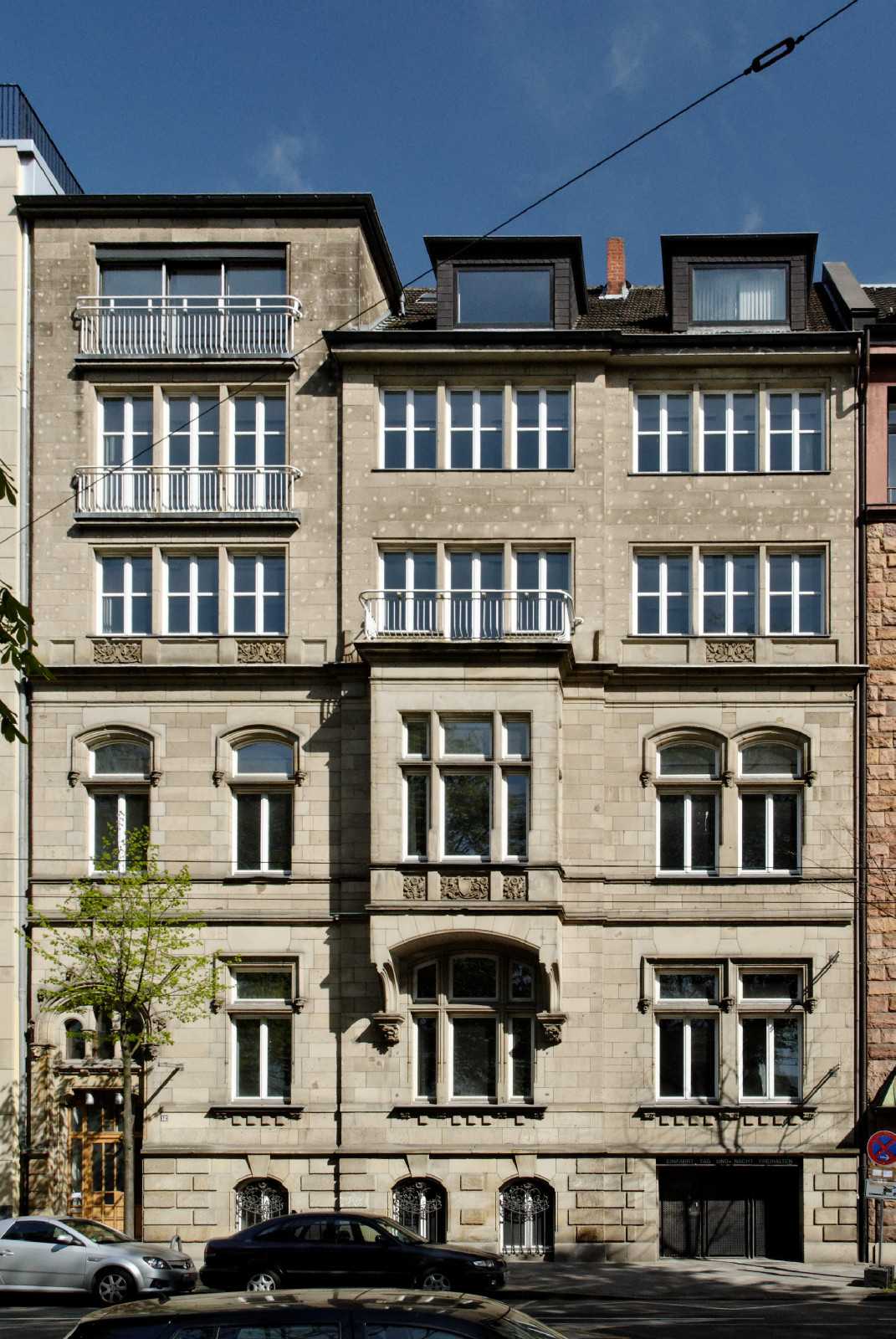
Elisabethstraße 12 (heute)
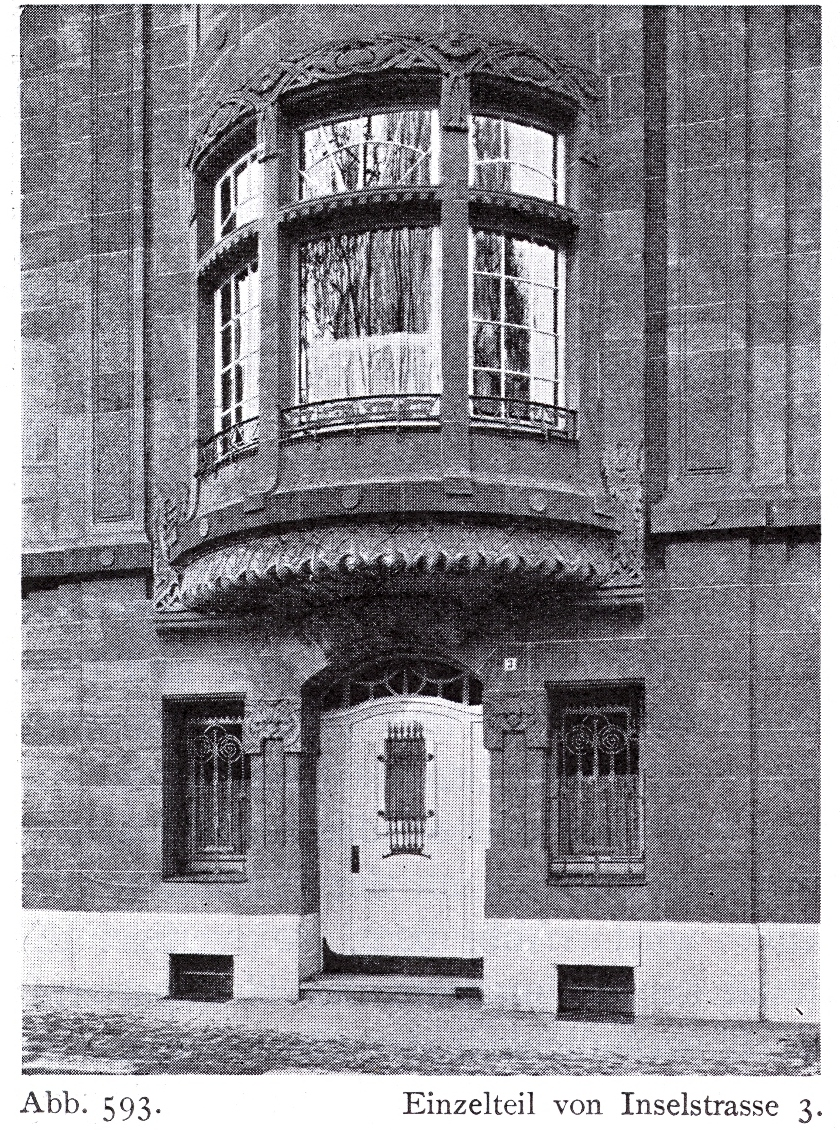
Inselstraße 3, Eingangsbereich
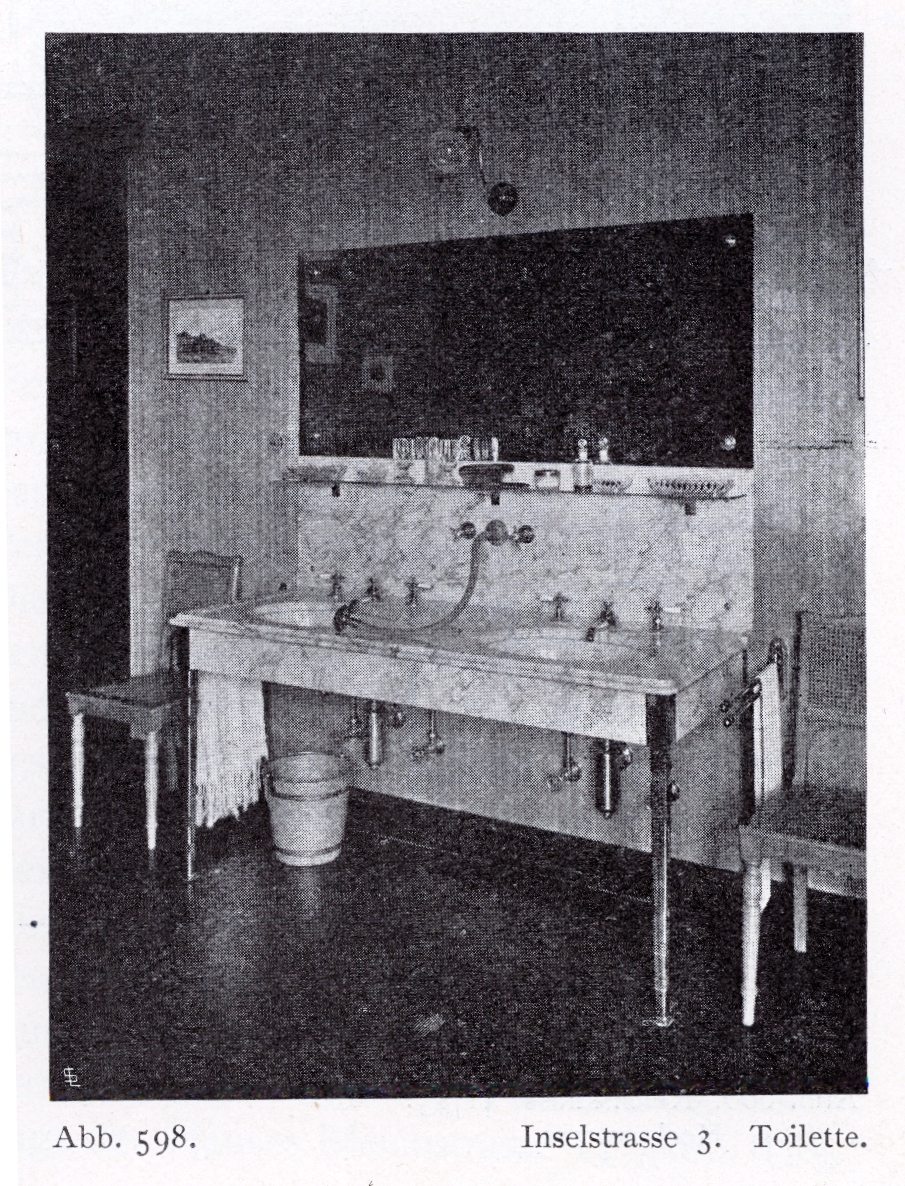
Inselstraße 3, Toilette
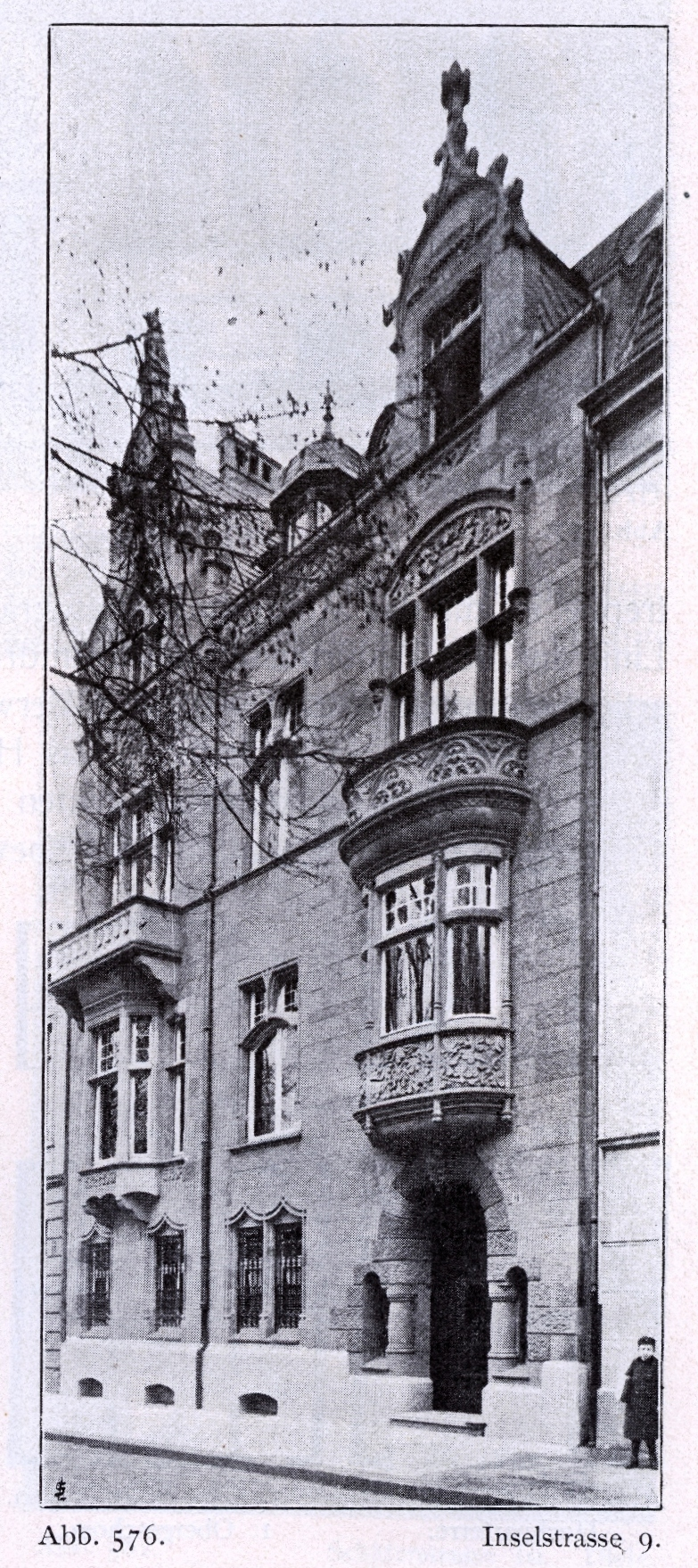
Inselstraße 9, Straßenseite
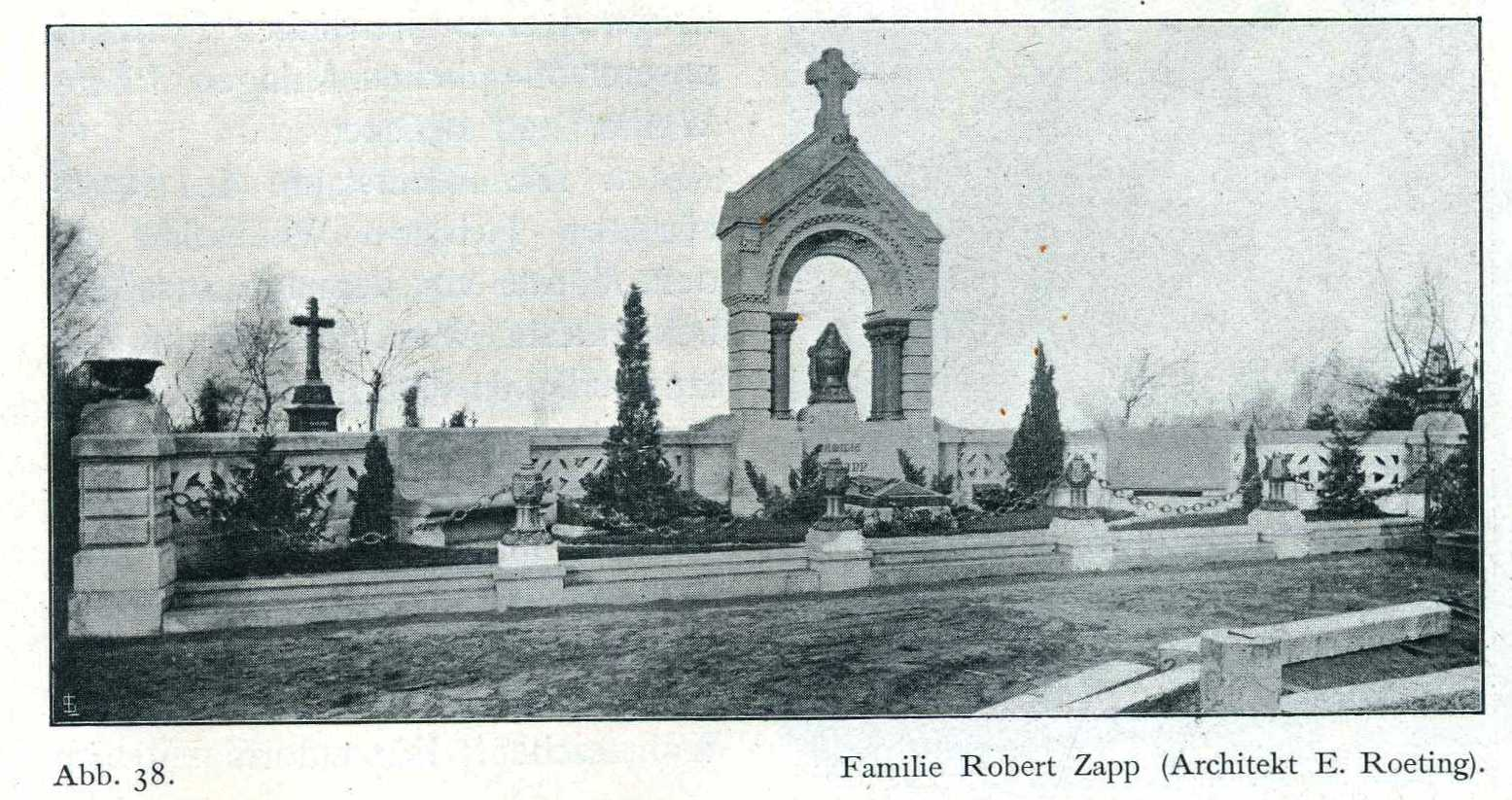
Grabmal der Familie Zapp (vor 1904)
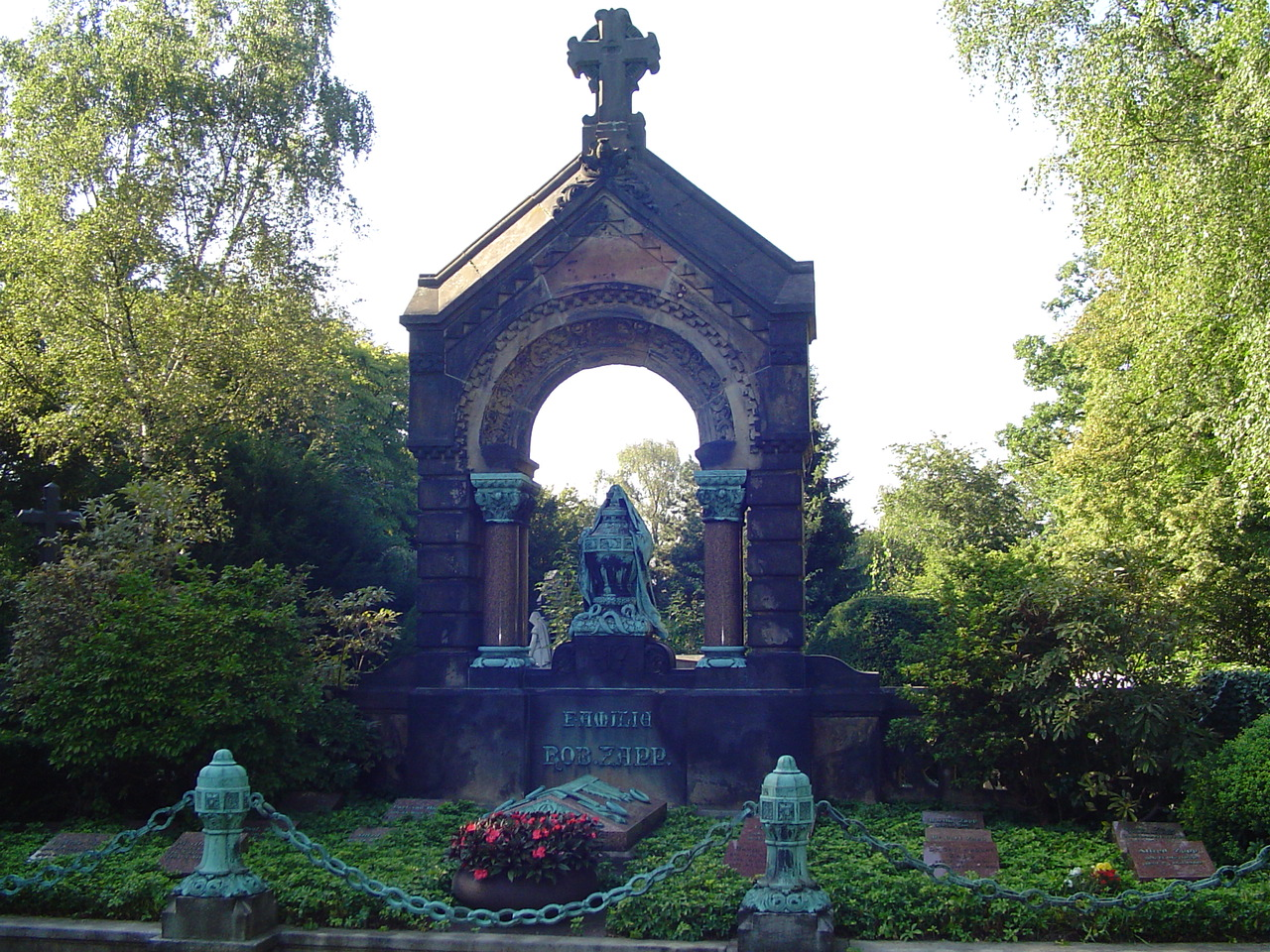
Grabmal der Familie Zapp (2006)
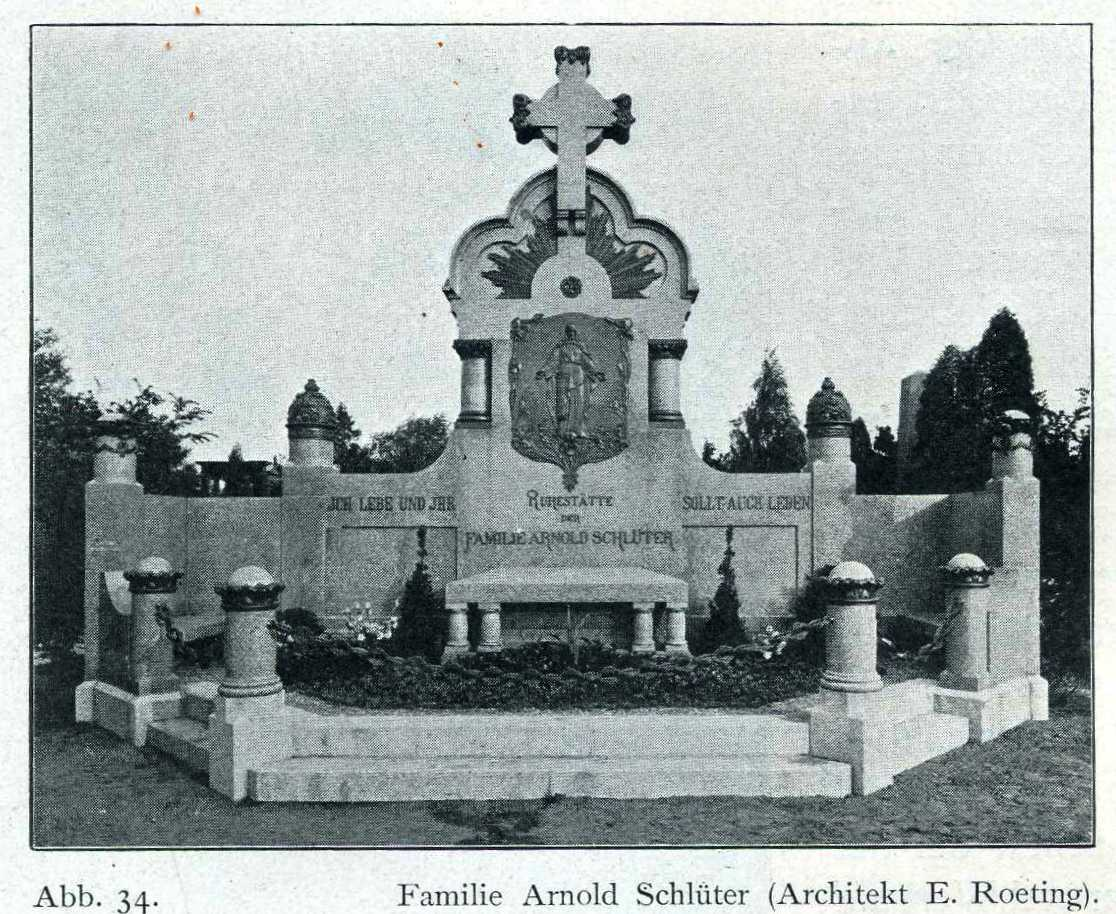
Grabmal der Familie Schlüter
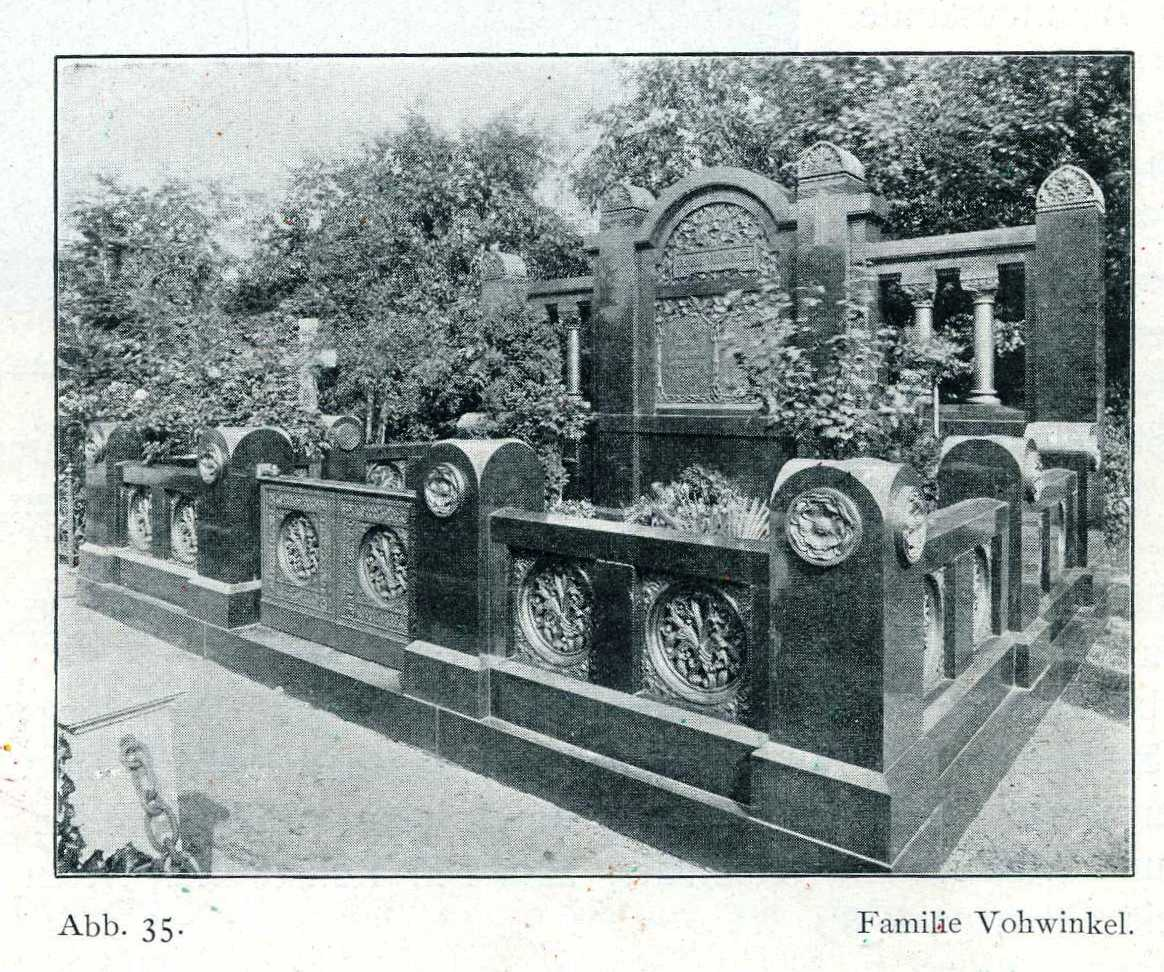
Grabmal der Familie Vohwinkel
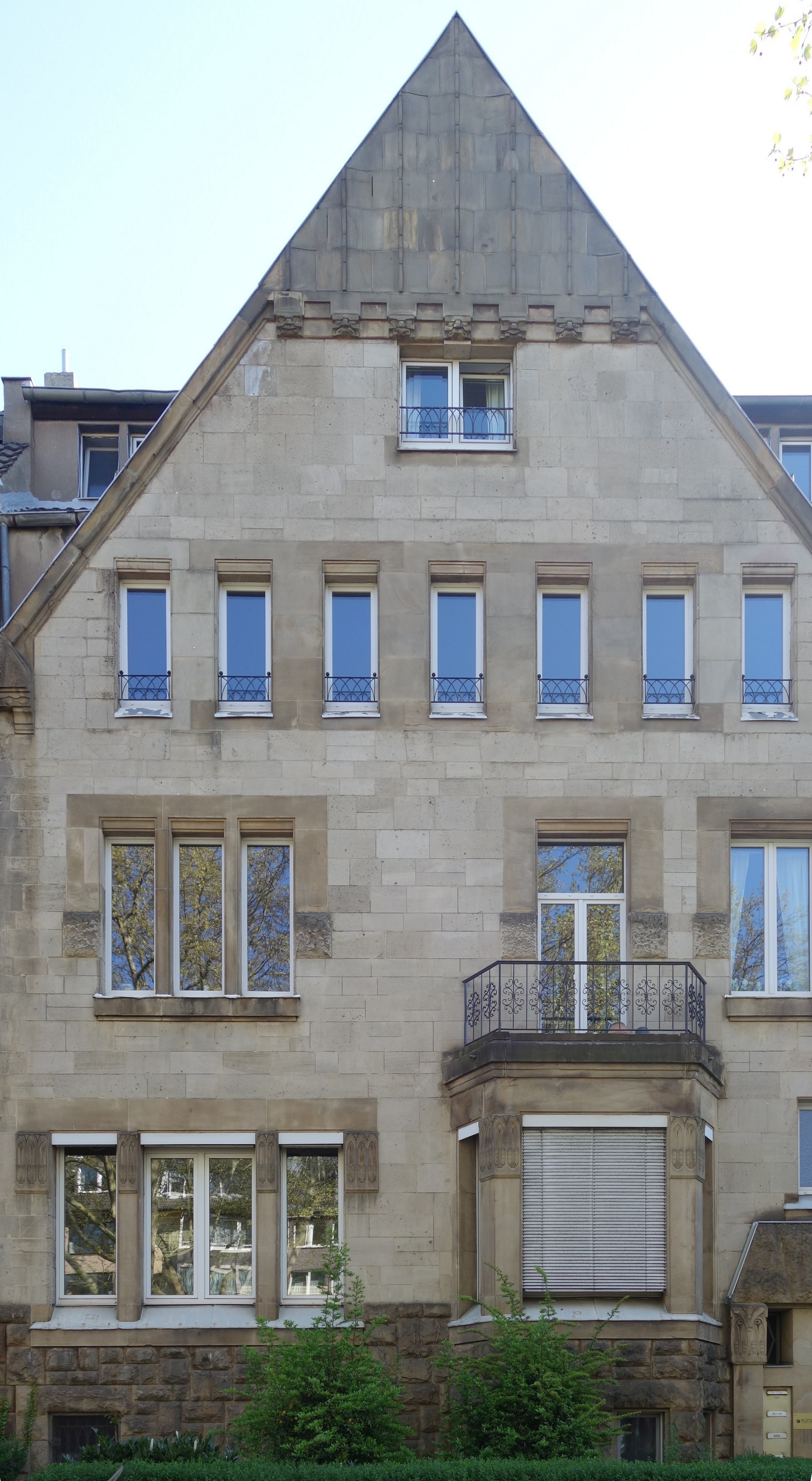
Lindemannstraße 18 (2019)